# Scolobates
Scolobates is een geslacht van insecten uit de orde vliesvleugeligen (Hymenoptera) en de familie Ichneumonidae.

## Soorten
- S. auriculatus (Fabricius, 1804)
- S. fennicus Schmiedeknecht, 1912
- S. longicornis Gravenhorst, 1829
- S. marshalli Vollenhoven, 1878
- S. melanothoracicus Sheng, 2009
- S. nigerrimus Ulbricht, 1922
- S. nigriabdominalis Uchida, 1952
- S. nigripennis Sichel, 1860
- S. nigriventralis He & Tong, 1992
- S. pyrthosoma He & Tong, 1992
- S. ruficeps Uchida, 1932
- S. rufiventris Ozols & Djanelidze, 1966
- S. testaceus Morley, 1913